# حمد بن محمد بن حمد آل خليفة
حمد بن محمد بن حمد آل خليفة (ولد في 1978 في البحرين) سياسي واقتصادي بحريني. كان يشغل منصب مدير عام للإدارة العامة للتخطيط العمراني في وزارة شئون البلديات والتخطيط العمراني بدرجة وكيل وزارة من 2013 إلى 2019. اعتبارا من 2019 يتولى منصل الرئيس التنفيذي لمجموعة جي إف إتش المالية.

## النشأة والتعليم
حصل آل خليفة على شهادة البكالوريوس في هندسة تحليل الأنظمة من جامعة جورج واشنطن بالولايات المتحدة في العام 2000. ثم حصل على شهادة الماجستير في إدارة الهندسة من نفس الجامعة في العام 2002.

## المسيرة المهنية
عمل آل خليفة في إدارة الاتصالات بوزارة المواصلات من 2002 إلى 2005. ثم عمل في تلك الفترة على مشروع تحرير سوق الاتصالات في البحرين. تولى رئاسة مجلس إدارة بدالة إنترنت البحرين (BIX) من 2003 إلى 2004. انضم إلى مجلس التنمية الاقتصادية من 2005 إلى 2007. عمل مدير مشاريع (مدير مشروع NPDs) والمخطط الهيكلي للبحرين 2030. ثم عمل مدير عام التخطيط العمراني من 2007 إلى 2012. ثم أشرف بشكل مباشر على مشروع تطوير مجمع 338 بمنطقة العدلية. في العام 2012 انضم للعمل في شركة ممتلكات البحرين بتوليه منصب مدير استثمارات القطاع العقاري.
شغل أيضا المناصب التالية:
- رئيس مجلس إدارة شركة الجنوب للسياحة.
- عضو مجلس إدارة درة البحرين.
- عضو مجلس إدارة هيئة تنظيم الاتصالات.[3]
- عضو الهيئة الوطنية لعلوم الفضاء.[4]

في 14 نوفمبر 2013 أصدر ملك البحرين حمد بن عيسى بن سلمان آل خليفة مرسوم بتعيينه مدير عام للإدارة العامة للتخطيط العمراني في وزارة شئون البلديات والتخطيط العمراني بدرجة وكيل وزارة.
في 11 يوليو 2016 استقبل آل خليفة وفد من فريق المبادرة الفرنسية لتخطيط المدن البحرينية (BFTPI) وذلك للاستفادة من الخبرات العالمية عموما ومن الفرنسية تحديدا في مجال التخطيط العمراني والبنية التحتية مبدياً ارتياحه للمراحل التي قطعها فريق عمل المبادرة برغم قصر الفترة الزمنية التي مرت منذ الاتفاق معها على بدء عروض برامجها بالبحرين.
في 28 فبراير 2017 مثل آل خليفة دولة الرئاسة في الاجتماع التاسع عشر للجنة المختصين في مجال التخطيط العمراني الاستراتيجي في دول مجلس التعاون الخليجي بمشاركة جميع الدول الأعضاء وتم اعتماد الإطار العام للاستراتيجية العمرانية الموحدة لدول المجلس الخليجي بهدف الربط بين الاستراتيجيات والسياسات العمرانية بدول المجلس وتوجيه التنمية مكانيا بما يتفق مع أهداف دول المجلس وحماية التراث الثقافي والطبيعي لدول المجلس والتوزيع الجغرافي المتوازن للأنشطة والخدمات والاستثمارات وتقليل التأثيرات البيئية السلبية عبر الاستخدام المستدام للموارد وتعزيز العمل الخليجي المشترك في مجال التخطيط العمراني.
في 22 ديسمبر 2019 انتقل للعمل رئيسا تنفيذيا لمجموعة جي إف إتش المالية المعروف سابقا باسم بيت التمويل الخليجي.